# 凍結地球
《凍結地球》是辻次夕日郎創作的科幻生存類的青年漫画，在2021年1月27日開始連載於《月刊Big Comic Spirits》。漫畫单行本由小學館及東立出版社代理發售。

## 故事簡介
公元2025年，未知生物「銀河怪獸」襲擊地球。 為防止地球滅絕，人類組織對抗怪獸的組織「E-RDE」並招攏「救世主」的鐵男和他駕駛的機器人雪怪號「雪男」與銀河怪獸最後一戰。然而，鐵男在最後一戰中敗北並成為倖存者漂泊在宇宙間十年後才抵達地球。當鐵男滿懷期待被迎接時，映入眼簾的卻是世界被冰雪覆蓋，進入被稱為“雪球地球”的狀態。在此狀態下，鐵男尋找剩下的人類與之結交並和他們一起對抗威脅。

## 登場人物

### 主要人物
流鏑馬鐵男
本作主人公，外號「救世主」。

## 出版書籍
本作在2021年1月27日连载于《月刊Big Comic Spirits》。同年7月30日推出单行本，由小学馆发售。英文版和中文版分别由VIZ Media和東立出版社代理發行於2024年4月16日和2022年12月19日。

### 漫畫
| 卷數 | 小學館         | 小學館                 | 東立出版社     | 東立出版社             |
| 卷數 | 發售日期       | ISBN                   | 發售日期       | ISBN                   |
| ---- | -------------- | ---------------------- | -------------- | ---------------------- |
| 1    | 2021年07月30日 | ISBN 978-4-098-61107-2 | 2022年12月19日 | ISBN 978-9-572-69215-8 |
| 2    | 2021年11月30日 | ISBN 978-4-098-61187-4 | 2024年10月28日 | ISBN 978-6-260-20098-5 |
| 3    | 2022年03月30日 | ISBN 978-4-098-61263-5 |                |                        |
| 4    | 2022年08月30日 | ISBN 978-4-098-61396-0 |                |                        |
| 5    | 2023年02月28日 | ISBN 978-4-098-61589-6 |                |                        |
| 6    | 2023年10月30日 | ISBN 978-4-098-62646-5 |                |                        |
| 7    | 2024年04月30日 | ISBN 978-4-098-62763-9 |                |                        |

## 評價
《新世纪福音战士》的作者與導演庵野秀明給予本作第一卷的評價為“這是一部認真描繪巨型機器人、太空怪獸和交流的作品，以準確、強烈、有趣的方式延續『巨型機器人的事物』。”並表示對於接下來的發展充滿期待。遊戲設計師小島秀夫也推薦第二卷並吐槽自身名字太大。《一拳超人》的作者ONE則推薦2022年3月30日發售的第三卷。

## 迴響
本作獲得第338回“Spirit賞”的入選獎。

## 外部連結
- 月刊Big Comic Spirits （页面存档备份，存于）